# Adriana Paz
Adriana Paz (nascida em 13 de janeiro de 1980) é uma atriz e dançarina mexicana. Ela começou sua carreira artística na Espanha, filmando comerciais e atuando em uma peça. Ela foi reconhecida por seu papel como Toña no filme mexicano Rudo y Cursi (2009) com uma indicação ao Prêmio Ariel de Melhor Atriz Coadjuvante. Ela recebeu elogios da crítica estrelando como Miranda em Las Horas Muertas (2013), pelo qual foi premiada como Melhor Atriz no Festival Internacional de Cinema de Morelia. Posteriormente, ela estrelou as séries de TV Sucedió en Un Día (2010), Capadocia (2010), El Encanto del Aguila (2011), Dios, Inc. (2016) e Vis a Vis (2018–2019).
Paz também é destaque em outros filmes, incluindo Todos los Besos (2007), Backyard: El Traspatio (2009), Not Forgotten (2009), Un Mexicano Más (2009), El Mar Muerto (2010), 4 Maras (2012), Morelos (2012), Elysium (2013), Spectre e Las Aparicio (2015). Por sua atuação principal no drama La Tirisia (2014), ela recebeu o Prêmio Ariel de Melhor Atriz e pelos filmes Hilda (2015) e La Caridad (2016) ela ganhou dois prêmios Ariel consecutivos de Melhor Atriz Coadjuvante. Em 2017, sua atuação em El Autor lhe rendeu uma indicação ao Prêmio Goya de melhor atriz revelação. Por seu papel no filme Emilia Pérez, Paz foi reconhecida com o Prêmio do Festival de Cinema de Cannes de Melhor Atriz em 2024.

## Filmografia

### Cinema
| Ano  | Título                  | Personagem                  | Notas                                                                 |
| ---- | ----------------------- | --------------------------- | --------------------------------------------------------------------- |
| 2007 | Todos los Besos         | Carmen                      |                                                                       |
| 2008 | Rudo y Cursi            | Toña                        | Indicada – Prêmio Ariel de Melhor Atriz Coadjuvante                   |
| 2009 | Backyard: El Traspatio  | Hilda                       |                                                                       |
| 2009 | Not Forgotten           | Empregada grávida           |                                                                       |
| 2009 | Un Mexicano Más         | Chiquis                     |                                                                       |
| 2010 | El Mar Muerto           | Julia                       |                                                                       |
| 2012 | 4 Maras                 | La Guillo                   |                                                                       |
| 2012 | Morelos                 | Simona                      |                                                                       |
| 2012 | Un mundo para Raúl      | Mãe de Raúl                 |                                                                       |
| 2013 | Las Horas Muertas       | Miranda                     | Prêmio do Festival Internacional de Cinema de Morelia de Melhor Atriz |
| 2013 | Elysium                 | —                           |                                                                       |
| 2014 | La Tirisia              | Cheba                       | Prêmio Ariel de Melhor Atriz                                          |
| 2014 | Hilda                   | Hilda                       | Prêmio Ariel de Melhor Atriz Coadjuvante                              |
| 2015 | Spectre                 | Mulher mexicana no elevador |                                                                       |
| 2015 | Las Aparicio            | Adriana                     | Adaptação cinematográfica da série de TV Las Aparicio                 |
| 2016 | La Caridad              | Eva                         | Prêmio Ariel de Melhor Atriz Coadjuvante                              |
| 2016 | La Voz de Un Sueño      | Susana                      |                                                                       |
| 2017 | Casi Una Gran Estafa    | Maripaz                     |                                                                       |
| 2017 | Nadie Sabrá Nunca       | Lucía                       |                                                                       |
| 2017 | El autor                | Irene                       | Indicada – Prêmio Goya de melhor atriz revelação                      |
| 2018 | La boda de Valentina    | Candidata Independente      |                                                                       |
| 2019 | Tijuana Bible           | Ana                         |                                                                       |
| 2021 | El Comediante           | Melissa                     |                                                                       |
| 2022 | Chupa                   | Julia                       |                                                                       |
| 2023 | Uno para morir          | Teresa                      |                                                                       |
| 2024 | Emilia Pérez            | Epifanía                    | Prêmio do Festival de Cinema de Cannes de Melhor Atriz                |
| 2024 | Arillo de hombre muerto | Dalia                       |                                                                       |

### Televisão
| Ano  | Título                | Personagem     | Notas                                                                    |
| ---- | --------------------- | -------------- | ------------------------------------------------------------------------ |
| 2010 | Sucedio en Un Día     | Teibolera      | Segmento — "La Historia del Hombre que Nunca fue Consalero"              |
| 2010 | Capadocia             | Ramona         | 2ª Temporada Episódio — "Bienaventurados los Inocentes"                  |
| 2011 | El Encanto del Aguila | Natividad      | Episódio — "Los Martires de Puebla"                                      |
| 2015 | La rosa de Guadalupe  | Mirna / Leonor | 8ª Temporada Episódio — "El Niño Chiquito" Episódio — "El Segundo Cielo" |
| 2016 | Dios, Inc.            | María Elena    | 4 episódios: "Crucifixión" "Las Catacumbas" "El Santo Grial" "La Grey"   |
| 2018 | Vis a Vis             | Altagracia     |                                                                          |
| 2020 | Perdida               | Angelita       |                                                                          |
| 2021 | Coyote                | Silvia Peña    |                                                                          |
| 2022 | La rebelión           | Ivonne         |                                                                          |
| 2023 | El colapso            | Soledad        | Episódio — "La Isla"                                                     |

### Teatro
| Ano  | Título                     | Personagem | Notas         |
| ---- | -------------------------- | ---------- | ------------- |
| 2003 | Callejón de Lis            | —          | La Capilla    |
| 2005 | Los Tres Sueños de Rosaura | —          | —             |
| 2010 | Zoot Suit                  | —          | Las Vizcainas |